# Noonlara
Noonlara est une localité du nord de la Côte d'Ivoire qui se situe dans le département de Boundiali, dans le district des Savanes depuis 2011.